# 하나에 나츠키
하나에 나츠키(花江夏樹, 1991년 6월 26일 ~ )는 일본의 남자 성우이다. 가나가와현 출신이며 아크로스 엔터테인먼트 소속이다.

## 작품 목록
- 다이아몬드 A : 코미나토 하루이치
- 스타뮤 : 호시타니 유우타
- 쌍성의 음양사 : 엔마도 로쿠로
- 마사무네의 리벤지
- 디지몬 어드벤처 트라이 제3장: 고백 : 야가미 타이치
- 디지몬 어드벤처 라스트 에볼루션 인연 : 야가미 타이치
- 예전부터 계속 좋아했어: 고백실행위원회 : 에노모토 코타로
- 도쿄구울 : 카네키 켄
- 니어 오토마타 : 9s
- 테이스티 사가 : 핫도그, 야채샐러드
- 4월은 너의 거짓말 : 아리마 코세이
- 잔잔한 내일로부터 : 사카시마 히카리
- 해피 슈가 라이프 : 미츠보시 타이요
- 귀멸의 칼날 : 카마도 탄지로
- 귀멸의 칼날: 장구저택 편 : 카마도 탄지로
- 귀멸의 칼날: 주합회의·나비저택 편 : 카마도 탄지로
- 귀멸의 칼날: 나타구모산 편 : 카마도 탄지로
- 앙상블 스타즈! : 토모에 히요리
- 하이큐!! : 호시우미 코라이
- 글레이프니르
- 울고 싶은 나는 고양이 가면을 쓴다 : 히노데 켄토
- 사이다처럼 말이 톡톡 솟아올라 : 재팬
- 디어♥보컬리스트(일본어판) : 유
- 항구의 니쿠코짱! : 니노미야
- 짱구는 못말려 극장판: 동물소환 닌자 배꼽수비대 : 헤소가쿠레 고마에몬
- 극장판 오버로드 칠흑의 영웅 : 루크루트 볼브
- 수 분간의 응원을 : 아사야 카나타
- 진격의 거인 더 라스트 어택 : 팔코
- 사카모토데이즈: 나구모 요이치